# Cellule ciliée

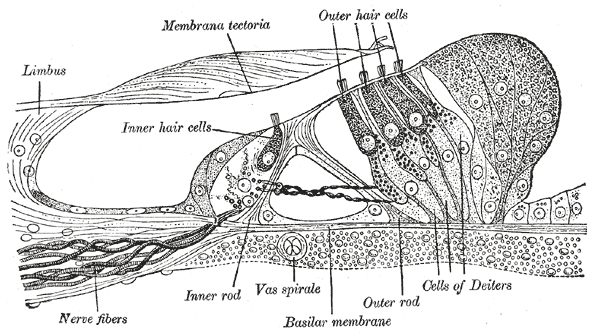
Coupe transversale d'une spire de l'organe de Corti, avec ses cellules ciliées (en).

Les cellules ciliées sont des cellules sensorielles coiffées de structures filamenteuses, les stéréocils, qui tapissent la cochlée des vertébrés, et faisant partie à la fois de leurs systèmes auditif et vestibulaire. Ces cellules sont disposées le long d'une membrane (la membrane basilaire) qui vient partitionner la cochlée en deux petites chambres. 
L'ensemble des cellules ciliées et des membranes qui leur sont adjointes constitue l'organe de Corti.
Chez l'humain, les cellules ciliées sont de deux types : les cellules ciliées externes, de forme cylindrique, se contractant périodiquement afin d'amplifier le signal sonore et les cellules ciliées internes, en forme de poire, transformant le signal précédemment amplifié en message nerveux appelé influx nerveux. Au nombre de 15 000 à la naissance, elles constituent le capital auditif.
Les cellules ciliées situées au début de la cochlée reçoivent les fréquences aiguës, et celles situées à la fin de la spirale reçoivent les fréquences graves (cf tonotopie).

## Cellules ciliées externes et internes

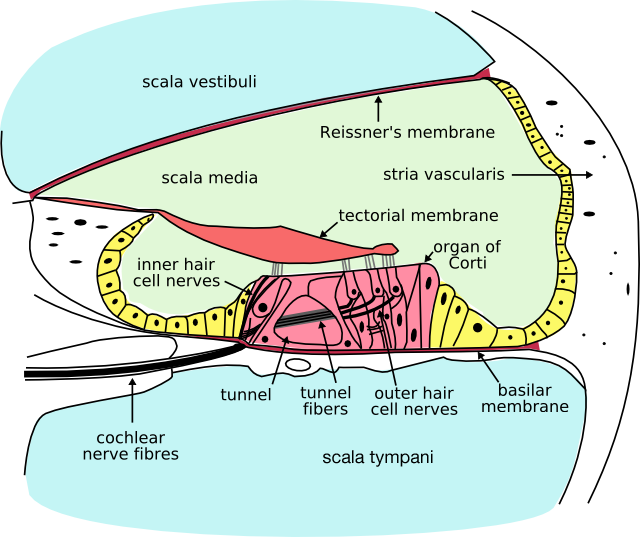
Coupe transversale d'une spire de l'organe de Corti.

### Cellules ciliées internes (CCI)

#### Fonctionnement
La déviation des stéréocils de la cellule ciliée interne ouvre mécaniquement des canaux ioniques, qui permettent l'entrée d'ions K+ dans la CCI. Cet afflux d'ions positifs, venant de l'endolymphe, dépolarise la cellule et entraîne un potentiel de récepteur. Ce potentiel de récepteur ouvre des canaux calciques voltage-dépendants, et des ions calcium Ca2+ pénètrent dans la cellule. Cette entrée d'ions-calcium déclenche la libération d'un neurotransmetteur à la base de la cellule : le glutamate. La libération du glutamate est réalisée grâce à des structures particulières fixées à la base de la CCI : les rubans synaptiques.
À chaque cellule ciliée interne sont connectées au moins une dizaine de fibres afférentes. Ces fibres sont de trois catégories : fibres à bas seuil (son faible), fibres à seuil modéré (son modéré) et fibres à haut seuil (son fort). Chacune des fibres nerveuses afférentes est reliée à un ruban synaptique d'une cellule ciliée interne. 
Le glutamate se fixe sur des récepteurs spécifiques de fibres nerveuses afférentes et donc déclenche des potentiels d'action dans le nerf. De cette manière, le signal de bruit mécanique est converti en un signal électrique.
Les cellules ciliées internes sont donc des cellules vibratiles, dont la mise en mouvement par une onde sonore déclenche la libération de neurotransmetteurs. Le signal est alors transmis jusqu’aux aires auditives du cerveau. Ces cellules sont donc des "capteurs de vibrations", et sont connectées à la voie afférente.

#### Pathologie
Lors d'une exposition aux bruits forts, les fibres à haut seuil reliées à la  CCI semblent les plus fragiles et peuvent ainsi dégénérer. Une perte partielle de ce type de fibres n'induit pas de perte auditive mais elle pourrait être responsable de l’hyperacousie et des acouphènes. Des modèles animaux le démontrent. 

### Cellules ciliées externes
Les cellules ciliées externes sont des cellules contractiles activées par le système efférent (i.e. dont la "contraction" est commandée par le système nerveux). Elles jouent un rôle essentiel dans la sélectivité fréquentielle (capacité d'un individu à distinguer les unes des autres des fréquences sensiblement identiques jouées en même temps).

## Médecine
Bien que les cellules perdent leurs stéréocils tout au long de la vie (vieillissement ou maladie par exemple), le principal facteur de destruction est le traumatisme sonore qui provoque des lésions de ces cellules et du système cellulaire de soutien de l'organe de Corti.
Les cellules ciliées ne se régénèrent pas spontanément. La recherche a mis en évidence un certain nombre de facteurs de croissance capables de stimuler la division cellulaire des cellules ciliées existantes, ce qui pourrait mener à des thérapies contre la surdité et les troubles de l'équilibre.